# 福岡市地下鉄空港線
空港線（くうこうせん）は、福岡県福岡市西区の姪浜駅から同市博多区の福岡空港駅までを結ぶ福岡市交通局が運営する鉄道路線（地下鉄）である。「福岡市交通事業の設置等に関する条例」による路線名は1号線、『鉄道要覧』記載の路線名は1号線（空港線）。ラインカラーは   オレンジ。路線記号は○K。

## 概要
福岡市西部の西区姪浜から明治通り（市道千代今宿線、旧・国道202号）の地下を通って福岡市中心部に向かい、博多区上川端町から大きくカーブして大博通りの地下、博多駅の直下、国道3号の地下を経由して福岡空港の滑走路を横切り、同空港の国内線ターミナルビル地下に至る。姪浜・西新・天神・中洲・博多・福岡空港など福岡市の都心・副都心・交通拠点を1本に結んでおり、福岡市の東西を結ぶ大動脈となっている。また、箱崎線と合わせて福岡市地下鉄全体の8割以上の運賃収入をもたらすドル箱路線でもある。なお、姪浜駅 - 博多駅間はかつて路面電車の西日本鉄道（西鉄）福岡市内線が通っていた道路と同じ経路をほぼ踏襲している。
日本で唯一、空港まで直接乗り入れている地下鉄路線である。福岡空港は元々福岡市中心部である博多および天神地区から近距離にある空港だが、当路線の開業前はバスやタクシー等車両以外に移動手段がなく、「近い空港だが移動時間には余裕を大きく取る必要のある空港」として認識されていた。昭和40年代以降は道路交通量が増加したことにより交通渋滞が頻発し、博多駅から福岡空港までタクシーで40分から50分かかることも珍しくなく、所要時間が不安定であった。このため、都市交通審議会が1971年（昭和46年）3月に「福岡市および北九州市を中心とする北部九州都市圏における旅客輸送力の整備増強に関する基本的計画について」（答申第12号）を運輸大臣に答申し、空港線を含めた福岡都市高速鉄道路線建設に向けた具体的な提言がなされた。様々な議論はそれ以前にもあったが公式記録としてはこれが空港線建設への出発点となる。当路線の開業後、福岡空港は福岡市中心部との移動が便利な空港として広く知られるようになった。
九州旅客鉄道（JR九州）筑肥線と相互直通運転を行っている。当路線の開業に伴い廃止された筑肥線の博多駅 - 姪浜駅間の代替路線の役割を果たしていることもあり、空港線の姪浜駅 - 博多駅間を通過してJR線に乗車する場合の通過連絡運輸が設定されている（「福岡市交通局#連絡運輸」参照）。JR線と直通運転を行う地下鉄は全国に3例しかなく、公営地下鉄としては唯一である。
開業4年目となる1984年（昭和59年）より地下鉄としては日本初のワンマン運転が行われ、すべての列車でATOによる自動運転を実施している。
2003年（平成15年）から翌2004年（平成16年）にかけてホームドア（三菱電機製）が全駅に設置された。福岡市交通局の箱崎線や七隈線の駅に設置されているホームドアの開口幅が2,100 mmであるのに対し、空港線の駅に設置されているものは開口幅が2,600 mmと広く取られている。これは、手動運転の103系1500番台が乗り入れていたことの名残である。
室見駅と藤崎駅は室見川などの川を地下でくぐる途中にあり、七隈線の2023年開業区間ほどではないが地表から20 m以上の当線最深級の場所にホームが造られている。

### 路線データ
- 管轄（事業種別）：福岡市交通局（第一種鉄道事業者）
- 路線距離（営業キロ）：13.1 km
- 軌間：1,067 mm（狭軌）
- 駅数：13駅（起終点駅含む）
- 複線区間：全線
- 電化区間：全線（直流1,500 V）
- 閉塞方式：車内信号式
- 最高速度：75 km/h[1]
- 車両基地：姪浜車両基地
- 地上区間：姪浜駅 - 室見駅間
- 1編成当たり両数：6両
- ホーム最大対応編成両数：8両
- 2020年度の混雑率：115%（大濠公園駅→赤坂駅 8:00-9:00）[8]

## 運行形態
姪浜駅 - 福岡空港駅間の線内のみ運行の列車のほか、姪浜駅を経てJR筑肥線と直通する列車や中洲川端駅から箱崎線に直通する列車がある。日中は姪浜駅 - 福岡空港駅間では平均7 - 8分間隔、西新駅 - 中洲川端駅間では平均4 - 5分間隔で運行される。2015年以降は全列車がワンマン運転を行う。
以下、2023年3月時点の運行形態について示す。
線内列車（姪浜駅 - 福岡空港駅間）
空港線内でおおむね1時間あたり4本運行される。後述の筑肥線直通列車とおおむね交互に運行される。基本的に全区間通し運行であるが、姪浜発終電のみ博多駅が終点となる。箱崎線直通列車とは異なり、西新駅や中洲川端駅などで折り返す列車は存在しない。線内列車は代走時やダイヤが乱れた時を除き、福岡市交通局の車両のみで運行される。
筑肥線直通列車
空港線内でおおむね1時間あたり4本運行される。日中は4本全てが筑前前原駅 - 福岡空港駅間で運行されるが、うち2本は筑前前原駅で唐津方面発着の列車と対面乗り換えの形で接続しており、地下鉄線内でもその旨が時刻表などで案内されている。初電・最終は筑前前原駅発着で設定されており、空港線の初電・最終も兼ねる。このほか、JR九州の車両の出入庫を兼ねた西唐津駅発着（一部は唐津駅発着）列車が朝夕の時間帯にあるほか、平日ダイヤに限り筑前深江駅発着列車も上下1本設定されている。原則として、筑前深江駅・唐津駅・西唐津駅発着列車は通常JR九州の車両のみで運行され、筑前前原駅発着列車はJR九州・福岡市交通局の双方の車両が使用される。ただし、大幅なダイヤ乱れの際は福岡市交通局の車両がJR九州の車両の運用を代走することがあるが、この場合でも筑前前原駅以西の筑前深江駅・唐津駅・西唐津駅方面に福岡市交通局の車両が入線することはない（途中の姪浜駅で車両交換が行われることもある。過去には唐津駅には2社間での走行距離調整のために散発的に代走での乗り入れが、筑前深江駅には2021年のダイヤ改正までは定期列車での乗り入れがあったが、以降は代走を含め乗り入れていない）。唐津駅・西唐津駅発着の列車には快速列車もあるが、地下鉄線内は各駅に停車する（快速列車は平日と土曜日・日祝日いずれも5往復のみ）。乗り入れ列車は全て福岡空港駅発着であり、地下鉄線内での途中駅折り返しはなかったが、2021年のダイヤ改正で博多発筑前前原行きが設定された。
箱崎線直通列車
箱崎線列車の半数程度（おおむね1時間あたり4本）が空港線に乗り入れており、朝夕は貝塚駅 - 中洲川端駅 - 姪浜駅間で、日中は貝塚駅 - 中洲川端駅 - 西新駅間で運行される。空港線の中洲川端駅以東の博多駅・福岡空港駅などは経由しない。空港線を介して箱崎線と筑肥線の両方に乗り入れる列車は存在しない。箱崎線には福岡市交通局の車両のみが直通しており、JR九州の車両は乗り入れない。

## 車両
空港線を走る列車は全て6両固定編成である。自局車両は24編成144両で、箱崎線と共通で使用される。

### 自局車両
- 1000N系 - 1000系として1981年の開業当初より営業運転開始。18編成108両。1997年から2004年にかけて車体・機器の更新を実施し、1000N系となった。
- 2000N系 - 2000系として1992年営業運転開始。6編成36両。2021年から2023年にかけて各部の更新を実施し、2000N系となった。
- 4000系 - 2024年11月29日営業運転開始[13]。既存の1000N系の置き換えを目的に導入した[14][15]。

いずれも地下鉄線内のみの運用のほか、JR筑肥線（姪浜 - 筑前前原間）との直通運転にも使用される。

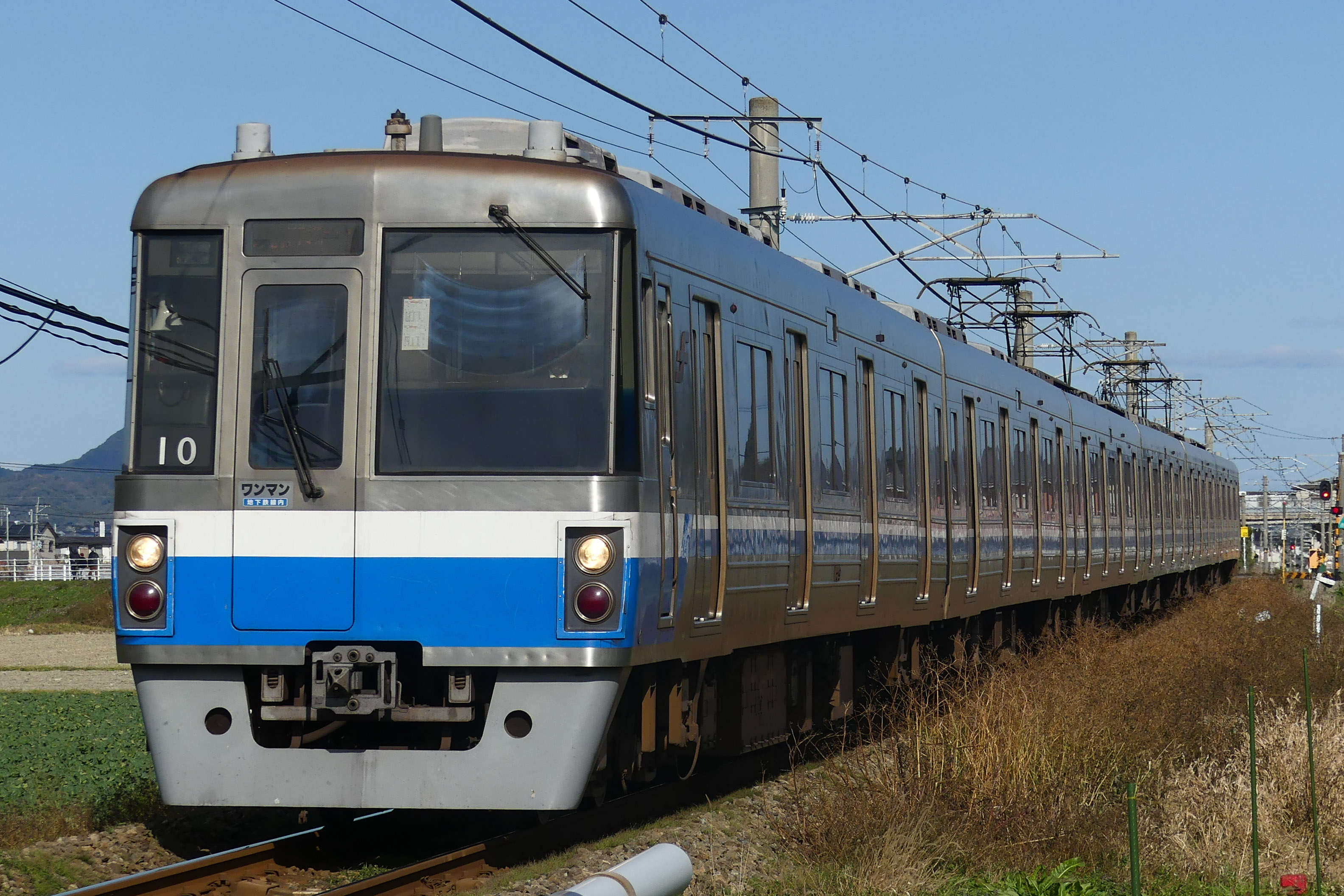
1000N系
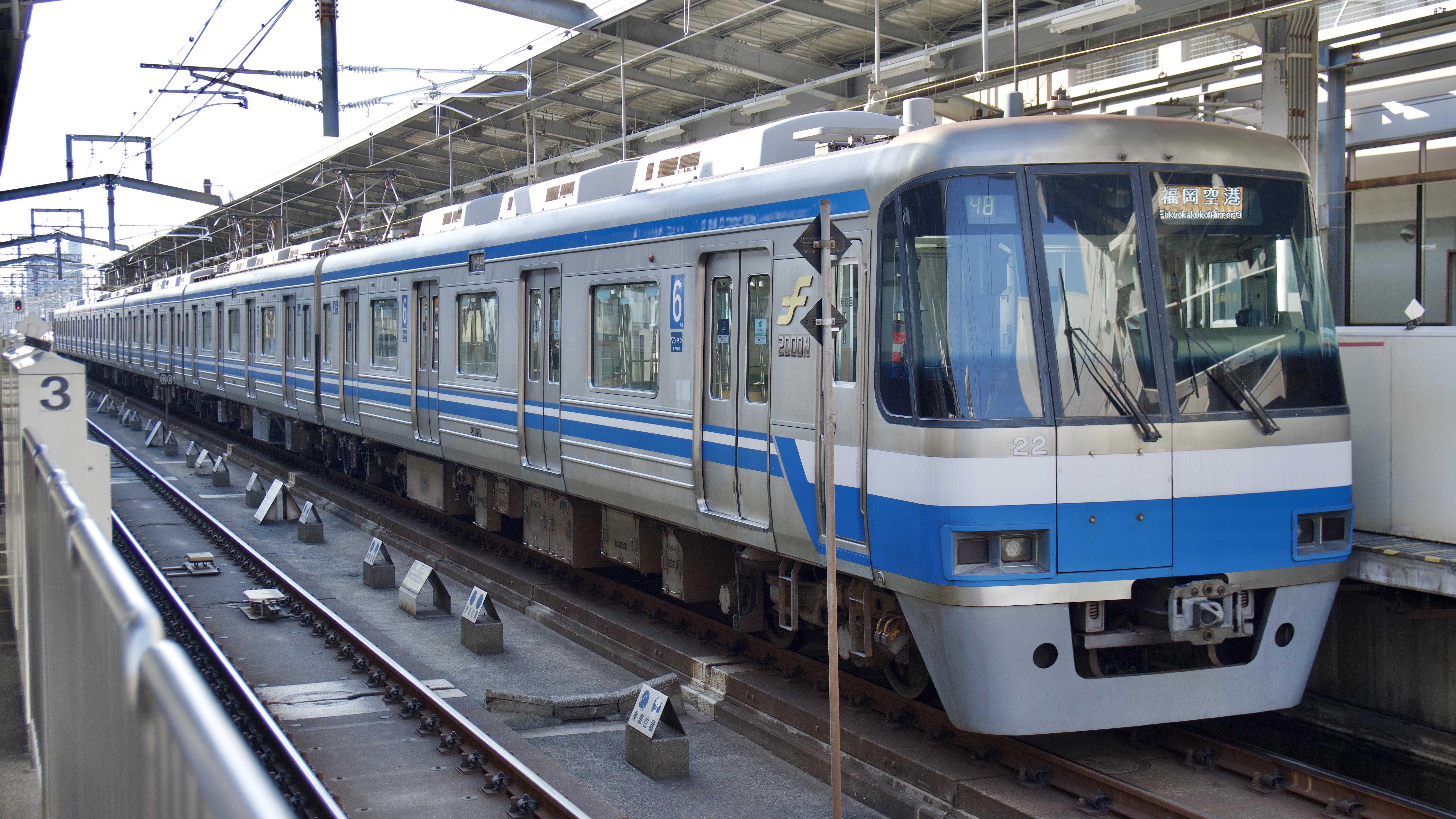
2000N系
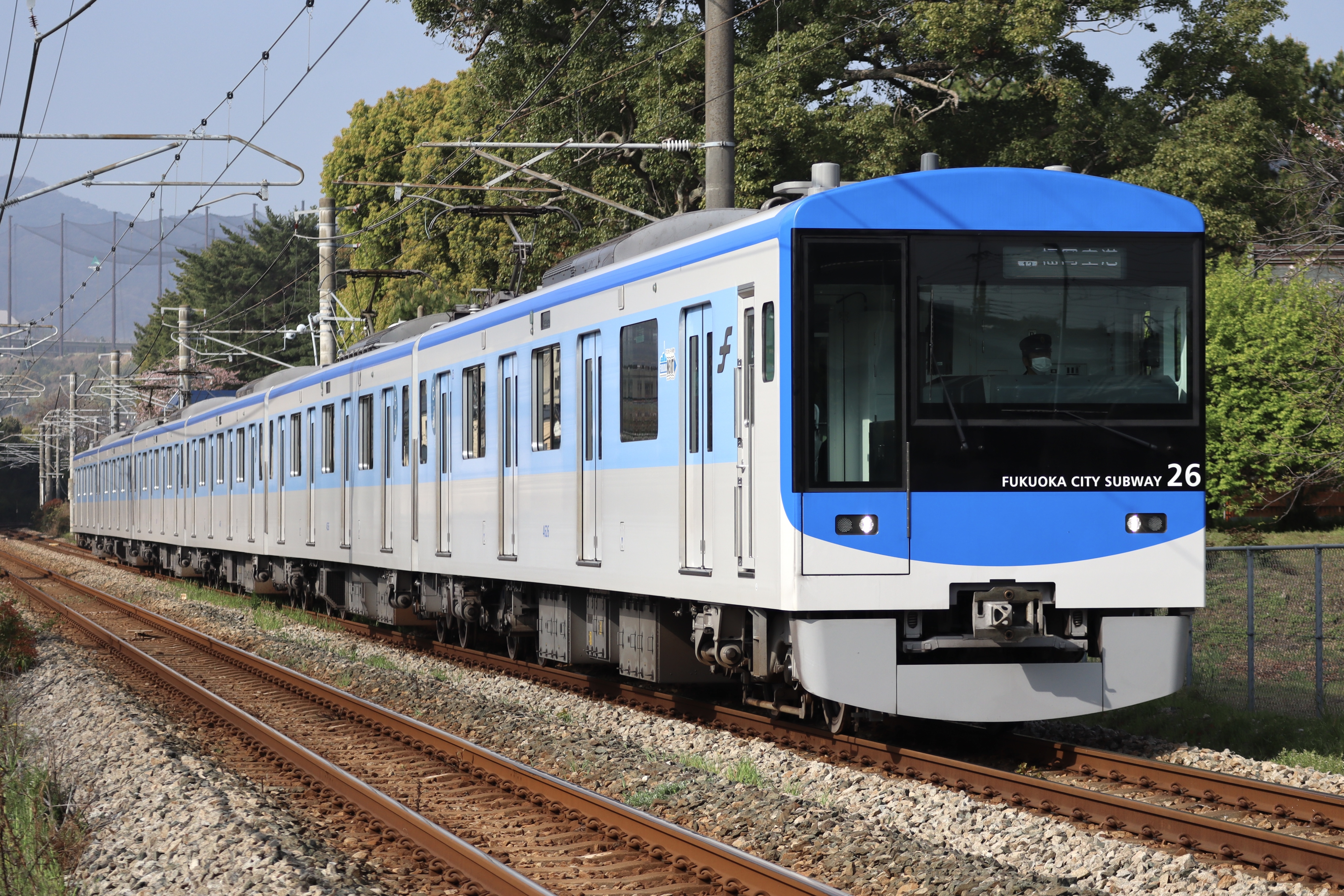
4000系

### 乗り入れ車両
九州旅客鉄道（JR九州）
- 303系 - 2000年1月22日に運用開始。3編成18両。
- 305系 - 2015年2月5日に運用開始。6編成36両。

JR九州の車両に限り車内トイレが設置されている。JRの車両はJR筑肥線直通列車にのみ使用され、通常は地下鉄線内のみの運用はない。箱崎線には定期運用も含め乗り入れない。

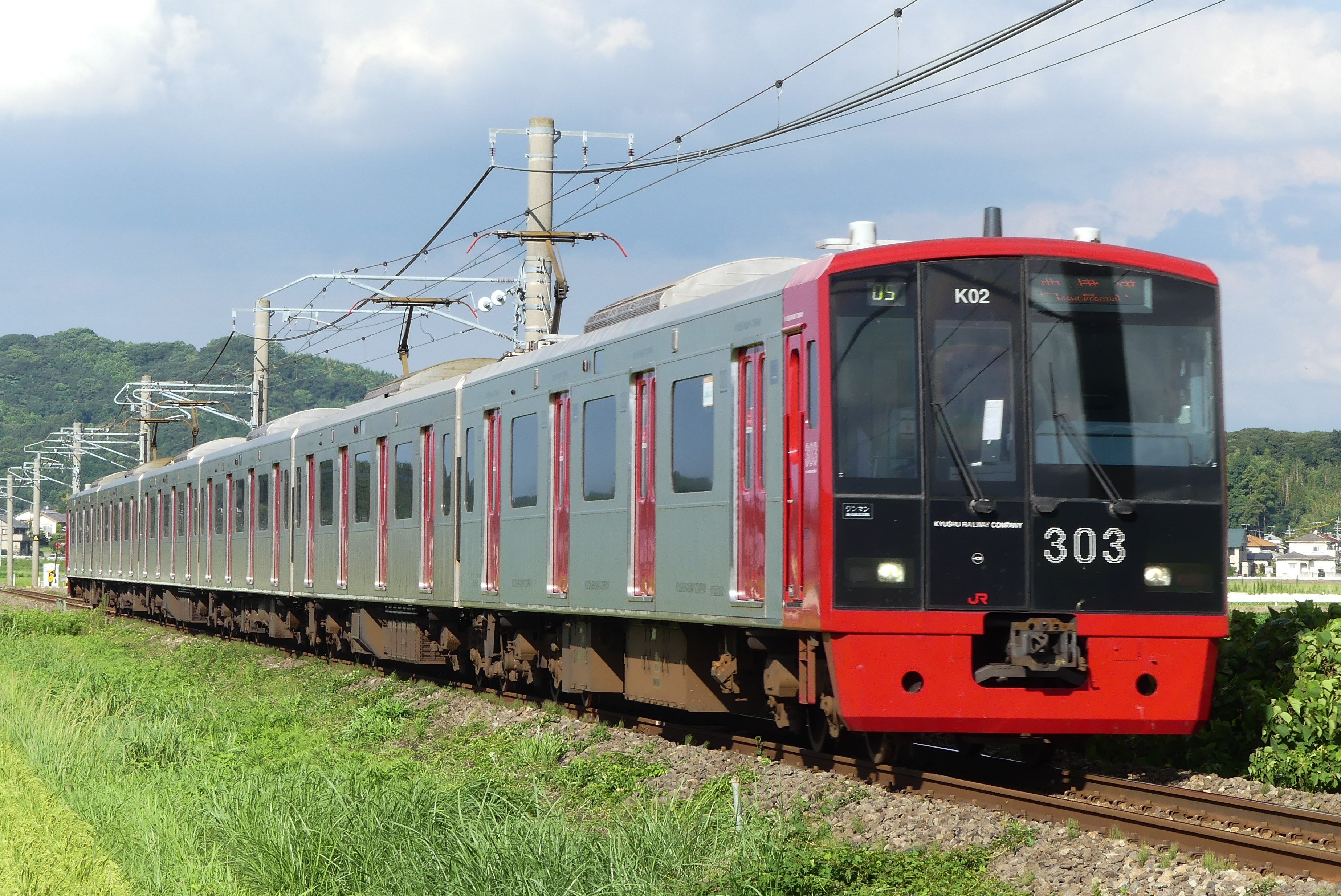
303系
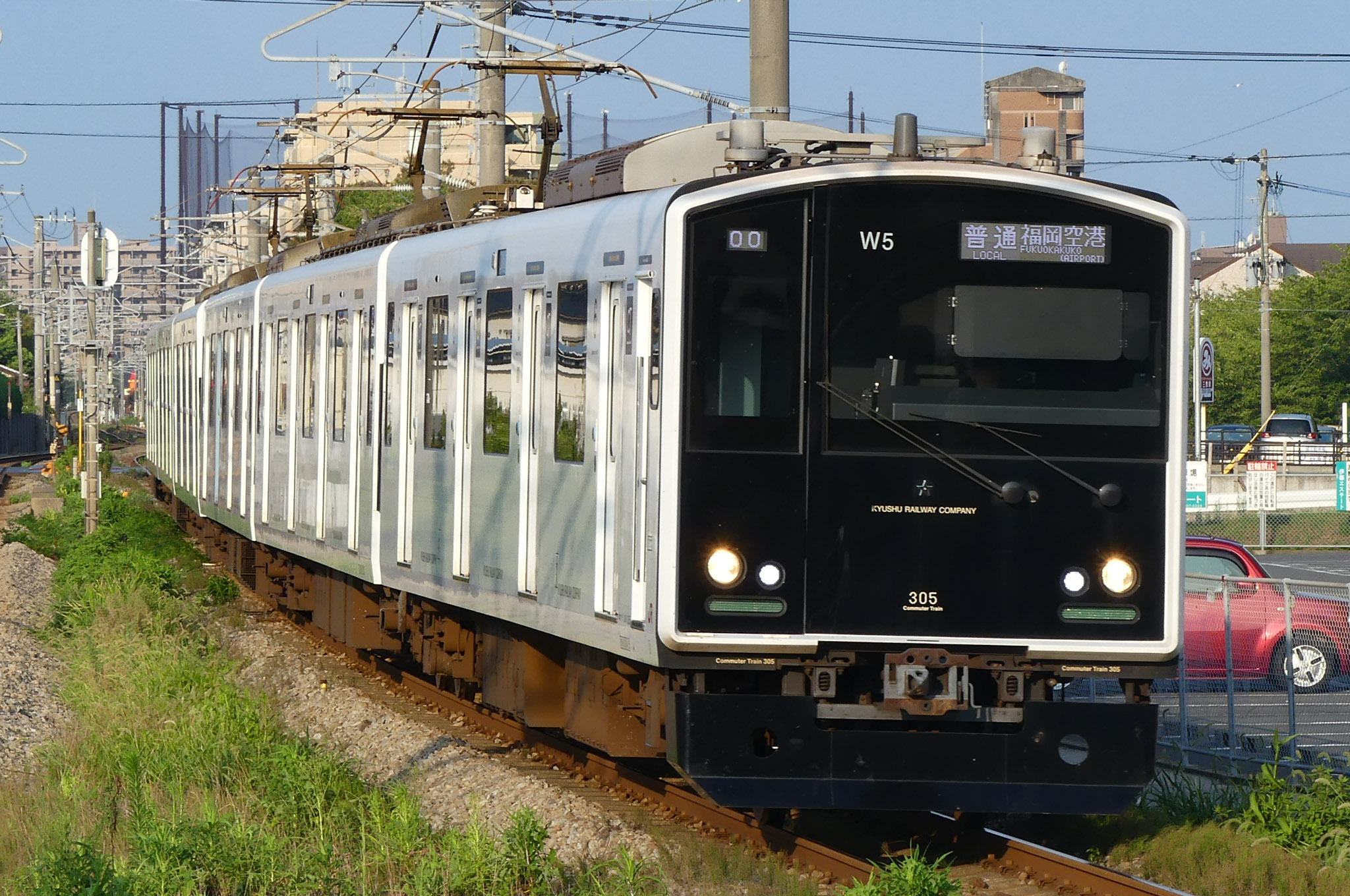
305系

### 過去の乗り入れ車両
九州旅客鉄道（JR九州）
- 103系1500番台 - 1983年3月22日、筑肥線との直通運転開始時に運用開始。2015年3月で乗り入れ終了。現在は3両編成に改造された車両の一部が筑肥線の筑前前原駅 - 西唐津駅間のみで運行している。

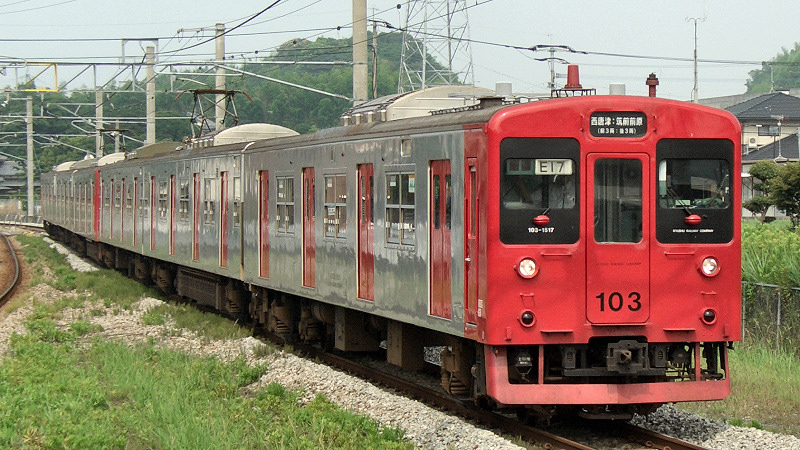
103系1500番台
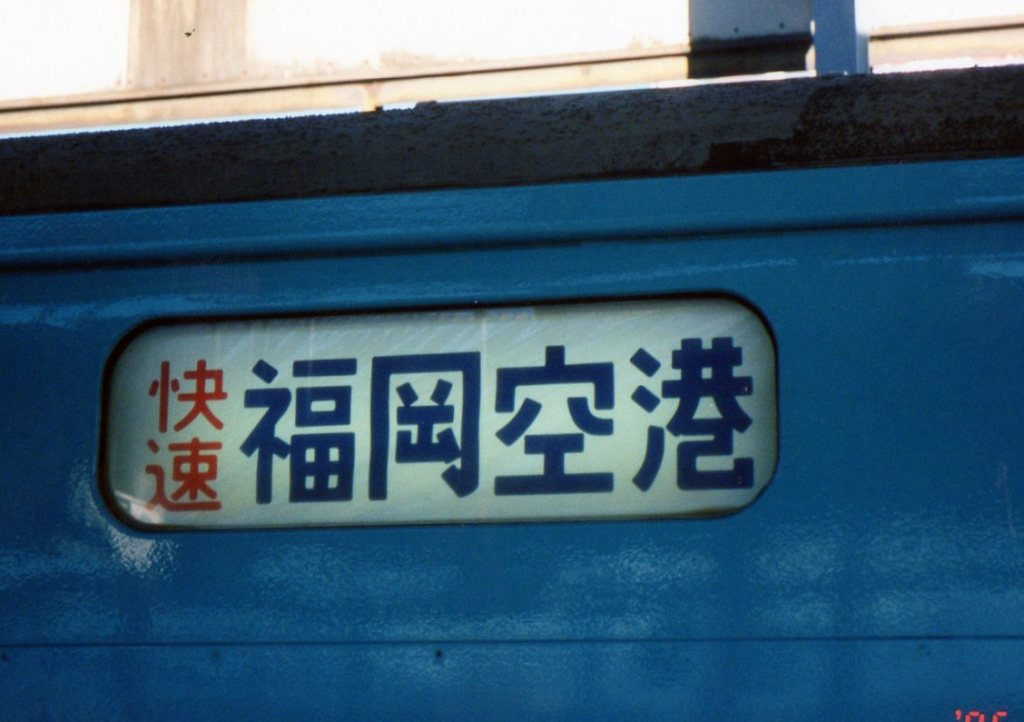
福岡空港延伸当初の福岡空港行103系の方向幕（1996年）

## 歴史
- 1971年（昭和46年）3月：都市交通審議会が「福岡市および北九州市を中心とする北部九州都市圏における旅客輸送力の整備増強に関する基本的計画について」（答申第12号）を運輸大臣に答申[3]。
- 1974年（昭和49年）8月22日：姪浜 - 博多間地方鉄道免許[16]。
- 1980年（昭和55年）7月19日：開業へ向けた試運転に先立ち開始式を大濠公園駅にて実施[17]。
- 1981年（昭和56年）7月26日：1号線 室見駅 - 天神駅間が開業[16]。
- 1982年（昭和57年）4月20日：天神駅 - 中洲川端駅間が延伸開業[16]。同日に中洲川端駅 - 呉服町駅間が開業した2号線（現在の箱崎線）との相互直通運転を開始。
- 1983年（昭和58年）3月22日：姪浜駅 - 室見駅間と中洲川端駅 - 博多駅（仮駅）間が延伸開業[16]。国鉄筑肥線との相互直通運転を開始。同日廃止された筑肥線の博多駅 - 姪浜駅間の代替として、1号線の博多駅 - 姪浜駅間を通過して国鉄線に乗車する場合の相互連絡運輸が設定される。
- 1984年（昭和59年）1月20日：地下鉄としては日本国内初となるワンマン運転を開始[18]。
- 1985年（昭和60年）
  - 2月 - 福岡市議会の都市交通対策特別委員会において空港線路線計画の素案が了承[3]。
  - 3月3日：博多駅（仮駅） - 博多駅（本駅）間が延伸開業[16]。博多駅（本駅）の完成に伴い、博多駅（仮駅）を廃止。
- 1986年（昭和61年）8月：運輸省に対して、博多 - 福岡空港間の鉄道事業免許申請を行い、同年10月13日[16] に免許、1987年（昭和62年）3月に工事施工認可を受ける。
- 1987年（昭和62年）
  - 4月1日：国鉄分割民営化に伴い、直通先の筑肥線が九州旅客鉄道（JR九州）に承継。
  - 9月13日：1号線の博多駅 - 福岡空港駅間の建設着工[19]。
- 1988年（昭和63年）5月11日：博多 - 福岡空港間の建設全面着工[19]。
- 1993年（平成5年）3月3日：博多駅 - 福岡空港駅間が開業[16][20]。1号線に空港線の愛称がつく[20]。
- 2002年（平成14年）3月23日：終電繰り下げ（福岡空港発23:29→0:00）、筑肥線との福岡市交通局の車両の相互直通区間を筑前深江駅まで延長。
- 2004年（平成16年）3月13日：姪浜駅での供用開始により、ホームドアの全駅設置が完了。
- 2005年（平成17年）2月3日：七隈線の橋本駅 - 天神南駅間開業に伴い、空港線の天神駅と七隈線の天神南駅が改札外での乗換駅となる。
- 2009年（平成21年）
  - 3月7日：ICカードはやかけん、全駅で導入。
  - 4月1日：中洲川端駅が業務委託駅となる[21]。
- 2011年（平成23年）3月2日：箱崎線・七隈線と共に全駅で駅ナンバリング（駅番号制）を表示[22][23]（同年1月24日から、各駅に順次表示[24]）。
- 2020年（令和2年）4月1日：室見駅・藤崎駅が業務委託駅となり、駅業務の民間委託完了。ただし、職員育成の観点から、姪浜駅・天神駅・博多駅は直営駅のまま存続[25][21]。
- 2023年（令和5年）3月27日：七隈線の天神南駅 - 博多駅間延伸開業に伴い、博多駅が空港線と七隈線の改札内での乗換駅となり、空港線の天神駅と七隈線の天神南駅の改札外乗継制度を廃止[26]。
- 2024年（令和6年）11月29日：4000系電車が営業運転を開始[13]。

## 駅一覧
- 全駅福岡県福岡市内に所在。
- 姪浜駅・天神駅・博多駅は直営駅である[注釈 6][27]。その他の駅の現場的業務は、管区毎に西鉄ステーションサービス[28]、JR西日本中国メンテック福岡支店[29]、JR九州サービスサポート[30]に委託され、正規職員は助役以上の職員のみである。
- 筑肥線快速は空港線内各駅に停車。
- シンボルマークの由来は駅記事を参照。

| 駅番号 | 駅名                          | 営業キロ | 営業キロ | 接続路線 | シンボルマーク              | 所在地 |
| 駅番号 | 駅名                          | 駅間     | 累計     | 接続路線 | シンボルマーク              | 所在地 |
| ------ | ----------------------------- | -------- | -------- | --- | --------------------------- | ------ |
| K01    | 姪浜駅                        | -        | 0.0      | 九州旅客鉄道： 筑肥線（JK01）（唐津線西唐津駅まで直通運転。福岡市交通局の車両は筑前前原駅まで）                                           | ヨット                      | 西区   |
| K02    | 室見駅                        | 1.5      | 1.5      | | 室見川の流れ                | 早良区 |
| K03    | 藤崎駅                        | 0.8      | 2.3      | | フジの花                    | 早良区 |
| K04    | 西新駅                        | 1.1      | 3.4      | | 「N」を図案化した鉛筆・ペン | 早良区 |
| K05    | 唐人町駅                      | 1.2      | 4.6      | | 唐草模様の壺                | 中央区 |
| K06    | 大濠公園駅 （福岡市美術館口） | 0.8      | 5.4      | | 桜の花                      | 中央区 |
| K07    | 赤坂駅                        | 1.1      | 6.5      | | 「ア」を図案化したランナー  | 中央区 |
| K08    | 天神駅                        | 0.8      | 7.3      | 西日本鉄道：T 天神大牟田線（西鉄福岡（天神）駅：T01）                                                                                     | 梅の花（天神を表す）        | 中央区 |
| K09    | 中洲川端駅                    | 0.8      | 8.1      | 福岡市地下鉄： 箱崎線（H01）（姪浜方面から貝塚駅まで一部直通運転）                                                                        | 「中」と「川」の図案化      | 博多区 |
| K10    | 祇園駅 （博多旧市街口）       | 1.0      | 9.1      | | 博多祇園山笠の若者          | 博多区 |
| K11    | 博多駅                        | 0.7      | 9.8      | 福岡市地下鉄： 七隈線（N18） 九州旅客鉄道： 九州新幹線・ 鹿児島本線・ 篠栗線（福北ゆたか線）（00） 西日本旅客鉄道： 山陽新幹線・■博多南線 | 博多献上模様                | 博多区 |
| K12    | 東比恵駅                      | 1.2      | 11.0     | | 「ひ」を図案化した壺        | 博多区 |
| K13    | 福岡空港駅                    | 2.1      | 13.1     | | 飛行機と空                  | 博多区 |

- 定期券売り場は姪浜駅・西新駅・天神駅・博多駅にある。はやかけんでの定期券は全駅設置の券売機で購入可能であるが、クレジットカードによる購入は、上記の定期券売り場だけで対応する。
- その他、同線利用上の料金制度その他は「福岡市交通局#料金」を参照。

## 延伸構想
空港線については、福岡空港駅から東方に延伸し、空港の北東側にあるJR九州篠栗線（福北ゆたか線）の原町駅ないし長者原駅から同線への直通運転を実施する構想がある。これが実現すると同区間の所要時間が15 - 23分短縮され、原町駅や長者原駅のある粕屋町、および筑豊本線（福北ゆたか線）の直方駅まで空港への直行列車が運転される飯塚市や直方市など筑豊地域からは福岡空港や天神地区、さらには筑肥線沿線への利便性が向上する。ただし、福北ゆたか線は交流電化のため現状の設備のままでは直流電化の福岡市地下鉄や筑肥線とは直通できず、単線であるため線路容量も十分とは言えない。
同構想については2021年（令和3年）に福岡県が基礎調査を実施し、2022年（令和4年）に結果が公表された。途中駅の有無も含めた両駅接続の4ルート案について、以下の前提条件の下で建設費や需要予測、開業後の採算をそれぞれ予測した。

### 主な建設条件
- 基礎資料は「日本の地域別将来推計人口（平成30年推計）」と「第5回北部九州圏パーソントリップ調査」
- 準備期間を約9年、建設期間を約10年とし、2040年度に開業
- 収支採算性は開業後40年間で試算
- 接続区間（新線部分）の運賃は200円（JR九州並み）、300円（福岡市地下鉄並み）、400円（西鉄バス並み）で算出
- 国・地方・事業主体の費用負担割合は2021年時点の制度に基づき試算（国は総額の3分の1を負担）
- 運行本数については接続区間（新線部分）を1日75往復[注釈 8]とし、福北ゆたか線への直通運転は下記の2ケースを想定：
  - ケース1：現在の福北ゆたか線の運転容量上限まで運転本数を増発し、1日45.5往復が姪浜駅 - 直方駅を直通、29.5往復が姪浜駅 - 長者原駅を運転（原町駅接続でも長者原駅まで）
  - ケース2：現在の福北ゆたか線の運転本数を現状維持とし、1日29.5往復が姪浜駅 - 直方駅を直通、45.5往復が姪浜駅 - 長者原駅を運転（同上）

| 福北ゆたか線接続駅                  | 長者原駅          | 長者原駅           | 原町駅            | 原町駅             |
| ルート案                            | Aルート           | Bルート            | Cルート           | Dルート            |
| 概要                                | 長者原駅最短距離  | 長者原駅中間駅設置 | 原町駅最短距離    | 原町駅中間駅設置   |
| ----------------------------------- | ----------------- | ------------------ | ----------------- | ------------------ |
| 距離                                | 3.7 km            | 6.3 km             | 3.2 km            | 6.4 km             |
| 接続駅                              | 長者原駅          | 長者原駅           | 原町駅            | 原町駅             |
| 途中駅数                            | 0駅               | 2駅                | 0駅               | 2駅                |
| 所要時間 （長者原駅 - 空港駅）      | 4分 （23分短縮）  | 11分 （16分短縮）  | 7分 （20分短縮）  | 12分 （15分短縮）  |
| 概算事業費（億円） （車両費）       | 870 (248)         | 1,480 (281)        | 720 (248)         | 1,420 (281)        |
| 国/地方/事業主体 費用負担額（億円） | 290/200/380       | 490/390/600        | 240/150/330       | 470/370/580        |
| ケース1需要予測 （人/日・往復）     | 15.200 - 16,500   | 15.700 - 17,000    | 14,400 - 15,700   | 15,300 - 16,700    |
| 同収支採算性（億円）                | ▲560 - ▲200       | ▲1,080 - ▲680      | ▲470 - ▲150       | ▲1,060 - ▲660      |
| ケース2需要予測 （人/日・往復）     | 12.900 - 14,000   | 13.500 - 14,700    | 12.100 - 13,300   | 13.200 - 14,500    |
| 同収支採算性（億円）                | ▲640 - ▲320       | ▲1,160 - ▲830      | ▲550 - ▲260       | ▲1,140 - ▲810      |
| 建設投資の波及効果 （億円）         | 1,810 （9,800人） | 3,020 （17,300人） | 1,520 （7,800人） | 2,900 （16,600人） |
| 住宅等建設投資の波及効果 （億円）   | -                 | 510 （3,300人）    | -                 | 510 （3,300人）    |
| 新駅整備に伴う波及効果 （億円）     | -                 | 19                 | -                 | 19                 |

- 途中駅の具体的設置場所は未公表。鎌倉淳は「東平尾公園」（福岡市博多区）と「志免町役場」と推定[32]。東平尾公園は福岡市の総合運動公園で、Jリーグ所属のアビスパ福岡が本拠地とする東平尾公園博多の森球技場（2022年時点では「ベスト電器スタジアム」）や東平尾公園博多の森陸上競技場などがある。

以上の通り、4案ともケース1と2の双方で建設投資の波及効果は建設費用を上回ったものの、開業後40年間の収支採算性では最良でも150億円の赤字として、どの場合でも採算が取れなかったと公表した。この結果を受け、福岡県では「ルートや事業主体、運転本数や需要喚起策などの精査・検討が必要」とする結論をまとめ、引き続き調査することとなった。